# Револуција 1848. у Италији
Револуција 1848. године избила је у Италији као последица вишедеценијске економске кризе изазвана контролом Аустријског царства. Након Бечког конгреса и пада Наполеона са власти, највећи број италијанских држава пао је под утицај Аустрије. Револуција је завршена неуспехом.

## Увод
Током Наполеонових ратова Италија је била уједињена под француском влашћу. Бечким конгресом поновно је успостављена политичка раздробљеност Италије, иако је број држава сада био мањи: престала је да постоји Ђеновљанска република (заузео ју је Пијемонт), Млетачка република (укинута Кампоформијским миром; од 1814. године у саставу Ломбардско-млетачке области које су одредбама Конгреса припојене Аустрији) и известан број мањих кнежевина које су припојене већима. Број држава у Италији сада је био осам: Ломбардско-млетачка краљевина, Пијемонт, Краљевство Две Сицилије, Папска држава, Тоскана, Парма, Модена и мала Лука. Највећи број ових држава био је под посредним или непосредним утицајем Аустрије. Становништво Италије је, сем тога, доста страдало у реакцијама монархистичких држава у Европи након пораза Наполеона.
Економски најразвијенија италијанска држава била је Ломбардско-млетачка област која је, после Белгије, била најгушће насељена територија Европе. Почетком четрдесетих година имала је 5.600.000 становника. Аустрија је настојала да успори развитак ове најнапредније италијанске области. И поред ових тешкоћа, ломбардско-млетачка индустрија брзо се развијала, посебно текстилна индустрија. Порези које је Аустрија наметала били су велики. Порез на земљу износио је 50%, а порез на со била је десет пута већа од њене вредности. За решавање најбезначајнијих питања било је потребно одобрење Беча у коме су акти послати из Милана стојали годинама без одговора. Војводства Парма и Лука која су се налазила у суседству Ломбардије, такође су била под контролом Аустрије. Парма је била предата Марији-Лујзи, кћери Франца I, а Лука Марији-Лујзи, кћери шпанског краља Карла IV. Године 1847. Лука је присаједињена Тоскани. У Парманском војводству реакција је била најјача. Школе су биле у рукама језуита, а Дантеова дела била су забрањена. Тоскана је била напреднија и либералнија држава. Формално је задржан и Наполеонов кодекс. Слична ситуација била је и у Модени коју су остале италијанске државе називале "булеваром слободе".
Најнеразвијеније државе Италије биле су Папска држава и Краљевина Двеју Сицилија. Папа Пије VII је по паду Наполеона успоставио своју контролу и Папску државу поделио на четири легалства којима су управљали епископи са улогом гувернера. Римом је управљао кардинал чије су се надлежности поклапале са управником полиције. Краљевина Двеју Сицилија је по територији и броју становника била највећа италијанска област. Почетком четрдесетих година у њој је живело више од 8.000.000 становника. Аустријска влада имала је огроман утицај.
Положај између Француске и Аустрије допринео је да Пијемонт има већу самосталност од осталих италијанских држава. У наредним годинама Пијемонт ће постати најнапреднија италијанска држава.

### Револуционарни покрети пре 1848. године
Покрет за поновно уједињење Италије започели су Карбонери још у време Наполеонових ратова. Основани су 1810. године на југу Италије. Карбонари су подигли револуцију у Напуљу 1820. године. Фердинанд I приморан је да прихвати устав због чега се привремено одрекао престола. Војска Свете Алијансе од 16.000 људи упала је у Напуљ и обновила Фердинандову власт. Исте године угушена је и револуција у Пијемонту на исти начин. Поновно јачање револуционарног покрета отпочело је 1830. године под утицајем Јулске револуције у Француској. Већ 1831. године револуције у Модени и Папској држави угушили су Аустријанци. Исте године је Ђузепе Мацини у Марсеју основао револуционарни покрет "Младу Италију" чији је задатак био да промовише револуционарне покрете.

## Револуција
Економска и политичка криза која се појавила у свим европским земљама захватила је и Италију већ 1846. године. Криза је изазвала живљи друштвени покрет. Као повод је послужила смрт папе Гргура XVI. Нови папа, Пије IX, био је наклоњен либерализму те је извршио одређене реформе у циљу либерализације. Реформе су одушевиле и самог Мацинија. Пије и Мацини започели су са планирањем устанка против Аустријанаца. Карло Алберт, владар Пијемонта, стао је на страну револуционара.
Дана 12. јануара 1849. године у Палерму на Сицилији избио је устанак у коме су власти збачене, а организована је привремена влада на челу са Руђеријем Сетимом. Фердинанд II је на Сицилију послао јаке снаге, али су се оне морале повући јер су побуњеним грађанима пришли и сељаци. Фердинанд је приморан да 29. јануара прихвати устав израђен по узору на француски. Устав је, поред Сицилије, проглашен и у Пијемонту. Законодавна власт препуштена је краљу, сенату и скупштини. Извршна власт припадала је само краљу. Католицизам је био званична религија Пијемонта, а проглашена је и једнакост грађана. Дана 12. фебруара образована је прва световна влада у Папској држави.
Дана 22. фебруара 1848. године избила је револуција у Француској, а 13. марта отпочела је и Бечка револуција. Метерних је побегао из града. Милано је ликовао, а генерал Јозеф Радецки није успео спасти аустријске интересе. Народне масе су у сукобу однеле победу над трупама Радецког (75.000 људи) које су принуђене на повлачење (Пет дана Милана). Дана 22. марта избио је устанак у Млецима. Народ је на јуриш заузео Венецијански арсенал, а аустријска војска повукла се без борбе. Следећег дана проглашена је Млетачка република или Република Светог Марка на челу са адвокатом Данијелом Манином. Следећег дана пијемонтска влада објављује рат Аустрији. Пијемонтској војсци придружили су се добровољци под вођством народног хероја ослободилачког покрета, Ђузепеа Гарибалдија. Убрзо је у рат ушао и напуљски краљ, а у Тоскани је образована радикална влада на челу са Гверацијем.
Следећег, 25. марта, аустријска војска нанела је Пијемонтезима пораз код Кустоце. Милано се предао Аустријанцима, а Радецки се са војском вратио у град. Пије и напуљски краљ повукли су своје војске. Тиме је рат привремено прекинут и изгледало је да наставка неће ни бити. Међутим, народ је узео ствар у своје руке и 15. новембра погубио кардинала Росија, иницијатора обустављања рата. У Риму је избио устанак и проглашена је република. Прерушен, папа бежи у Гаету која је била под заштитом Бурбона.
Под притиском народа, Карло-Алберт је започео нови рат против Аустријанаца (12. март). Трајао је само 11 дана. Након великог пораза код Новаре, Карло-Алберт је прерушен побегао са бојног поља Аустријанцима. Престо је преузео његов син, Виктор-Емануел. Аустријанци су невероватном суровошћу угушили устанак. Отпор у северној Италији пружали су само још Млеци. Папа Пије је упутио позив у помоћ Француској, Аустрији и Шпанији. Дана 30. марта започето је бомбардовање Рима без икакве најаве. Пет дана касније, војска француског генерала Удина улази у Рим.
Отпор је пружала само још Млетачка република. Пијемонтези су заробили и протерали из земље Ђузепеа Гарибалдија. Две трећине Венеције биле су порушене. Град је заузет тек 22. јануара 1849. године. Тиме је угушен последњи отпор Италијана у Првом рату за уједињење.